# 竹井正樹
竹井 正樹（たけい まさき）は、日本の男性原画家、ゲームクリエイター、イラストレーター、アニメーター。既婚。

## 来歴
プロデビュー当初はマッドハウス所属のアニメーターとして活躍。『迷宮物語』や『時空の旅人』で動画を担当した後、川尻善昭の班に入り『妖獣都市』や『ロードス島戦記』など数々の作品で原画を担当。『ロードス島戦記』の制作中に「これからはアニメよりゲームの時代」という思いが強くなり、第9巻を最後にアニメーターを引退してゲーム業界への転身を決意。しかし、後にはその腕を惜しんだ結城信輝（『ロードス島戦記』のキャラクターデザインと総作画監督）からの直接依頼に応じて第13巻（最終巻）のみ暫定的に復帰し、原画を手伝っている。
ゲーム業界への転身後は『卒業 〜Graduation〜』、『同級生』などのヒット作に携わる。また、同時に同人活動にも力を入れ始めており、自らが主催したサークル「大人の童話」はコミックマーケットですぐに行列サークルと化した。そこでは担当作品の原画集の他、山田太郎（仮名）（やまだたろう・かめい）の名義で描いた成年漫画を発表している。
後に有限会社ゼウスを立ち上げて代表取締役社長の座に就き、ユピテルという独自ブランドでゲームを制作。のちゼウスを解消し、以降は、『flutter of birds 〜鳥達の羽ばたき〜』を初め数々のシルキーズ作品に参加。2007年にはアニメーターとしても復帰した。

## 参加作品

### アニメ

#### アニメーター引退前
- はだしのゲン2（動画検査）
- 迷宮物語 工事中止命令（動画）
- 時空の旅人（動画）
- ひみつのアッコちゃん（第2作）（原画）
- 妖獣都市（原画、作画監督補佐）※たけいまさき名義
- JUNK BOY（原画）
- 魔界都市〈新宿〉（原画）
- 銀河英雄伝説第1期（原画）
- 風の名はアムネジア（原画）
- ロードス島戦記（原画）
- YAWARA!（原画）

#### アニメーター引退後
- ロードス島戦記（原画（第13巻のみ））
- ペンダント 〜思い出づくり〜（キャラクター原案）

#### アニメーター復帰後
- さよなら絶望先生（オープニングアニメーション原画）
- ef - a tale of memories.（原画（第1話、第2話、エンディングアニメーション））
- マクロスF（原画
- ひだまりスケッチ×365（原画（第12話、オープニングアニメーション））
- 神のみぞ知るセカイII（予告イラスト）

### ゲーム

#### 一般ゲーム
- 卒業 〜Graduation〜（キャラクターデザイン、原画）
- 誕生 〜Debut〜（キャラクターデザイン、原画）

#### アダルトゲーム

##### エルフ
- 同級生（キャラクターデザイン、原画）
- ドラゴンナイト4（キャラクターデザイン、原画）
- 同級生2（キャラクターデザイン、原画）
- らいむいろ雀奇譚（壁紙原画）
- エルフオールスターズ脱衣雀（壁紙原画）
- エルフオールスターズ脱衣雀2（壁紙原画）
- エルフオールスターズ脱衣雀3（壁紙原画）

##### シルキーズ
- flutter of birds 〜鳥達の羽ばたき〜（キャラクターデザイン、原画）
- flutter of birds II 〜天使たちの翼〜（キャラクターデザイン、原画）
- 女系家族（キャラクターデザイン、原画）
- 愛姉妹 二人の果実（Windows 95版）（キャラクターデザイン、原画）
- 愛姉妹・蕾（キャラクターデザイン、原画）

##### ユピテル
- さすらいの料理人（ゲスト原画）

##### DMM
- 同級生～Another World～（オリジナルキャラクターデザイン）

#### 小説
- メルヴィ&カシム（表紙原画、挿絵）
- 同級生（表紙原画）
- ドラゴンナイト4（表紙原画、ピンナップ原画）
- ドラゴンナイト4 カケルの大冒険（表紙原画、ピンナップ原画）
- ドラゴンナイト4 最後の戦い（表紙原画、ピンナップ原画、著：馬里邑れい）
- ドラゴンナイト4 小さな勇者と仲間たち（挿絵）
- ドラゴンナイト4 時の輪廻の果てに（表紙原画、挿絵）

#### 漫画
- キャシャーン Sins（作画）